# Dichaetomyia madagascariensis
Dichaetomyia madagascariensis este o specie de muște din genul Dichaetomyia, familia Muscidae, descrisă de Seguy în anul 1938.
Este endemică în Madagascar. Conform Catalogue of Life specia Dichaetomyia madagascariensis nu are subspecii cunoscute.